# Pseudochorisodontium hokinense
Pseudochorisodontium hokinense là một loài Rêu trong họ Dicranaceae. Loài này được (Besch.) C. Gao, Vitt & Fu Xing miêu tả khoa học đầu tiên năm 1999.